# 黄蘗色
黄蘗色（きはだいろ、「黄檗色」とも書かれる）は、ミカン科のキハダの樹皮（生薬の黄檗）で染めた、やや緑みの明るい黄色。レモン色よりはわずかに緑がかっている。見た目は蛍光色の黄色(●)とよく似ている。

## 概要
キハダの内皮の煎汁と灰汁で染める。
日本での利用は奈良時代にさかのぼる。奈良薬師寺の魚養経、長屋王が書写した大般若波羅蜜多経など、経典の料紙は黄蘗で染められているのが普通だった。黄蘗には防虫効果があるとされたためである。正倉院にも公文書用の黄染紙が保存されている。近代にも商家の大福帳には黄蘗染めが使われる例があった。
黄蘗は同じく黄色の染料である苅安とは違い、布に単独で染められることは珍しく、緑系や赤系の染物の下染めにされることが多かった。